# Выша (Мордовия)
Выша — село (с 1940 по 2001 год — рабочий посёлок) в Зубово-Полянском районе Мордовии (Россия). Центр Вышинского сельского поселения. В селе расположена одноимённая железнодорожной станция.

## Этимология
Название поселение произошло по одноименной реки и восходит к следующим финно-угорским словам: марийское виш — «раскрытый» и коми вис — «протока».

## География
Расположен в 4 км от р. Выша (название-гидроним), 60 км от районного центра.

## История
В «Списке населённых мест Тамбовской губернии» (1866) Выша — деревня казённая из 54 дворов (331 чел.) Спасского уезда. В 1882 году в селе было 79 дворов (528 чел.). Современная Выша — крупный лесохозяйственный центр республики (лесокомбинат и лесничество). В посёлке — средняя школа, библиотека, почтовое отделение, магазины; памятник В. И. Ленину. В состав Вышинской сельской администрации входит пос. Удево (49 чел.).
В 1940 году Выша получила статус посёлка городского типа. С 2001 года — сельский населённый пункт.

## Население
| 1959 | 1970  | 1979  | 1989  | 2002 | 2010 |
| ---- | ----- | ----- | ----- | ---- | ---- |
| 3573 | ↘2089 | ↘1559 | ↘1127 | ↘768 | ↘614 |

## Источник
- Энциклопедия Мордовия, Е. Е. Учайкина, М. М. Голубчик.